# Communauté de communes Presqu’île de Crozon-Aulne maritime
Die Communauté de communes Presqu’île de Crozon-Aulne maritime ist ein französischer Gemeindeverband mit der Rechtsform einer Communauté de communes im Département Finistère in der Region Bretagne. 
Sie wurde am 1. Januar 2017 gegründet und umfasst zehn Gemeinden. Der Verwaltungssitz befindet sich im Ort Crozon.

## Historische Entwicklung
Der Gemeindeverband entstand mit Wirkung vom 1. Januar 2017 aus der Fusion der Vorgängerorganisationen 
Communauté de communes de la Presqu’île de Crozon und Communauté de communes de l’Aulne Maritime.

## Mitgliedsgemeinden
| Gemeinde                                                   | Einwohner 1. Januar 2022 | Fläche km² | Dichte Einw./km² | Code INSEE | Postleitzahl |
| ---------------------------------------------------------- | ------------------------ | ---------- | ---------------- | ---------- | ------------ |
| Argol                                                      | 1.043                    | 31,73      | 33               | 29001      | 29560        |
| Camaret-sur-Mer                                            | 2.448                    | 11,64      | 210              | 29022      | 29570        |
| Crozon                                                     | 7.410                    | 80,37      | 92               | 29042      | 29160        |
| Landévennec                                                | 335                      | 13,83      | 24               | 29104      | 29560        |
| Lanvéoc                                                    | 1.951                    | 19,21      | 102              | 29120      | 29160        |
| Le Faou                                                    | 1.882                    | 11,85      | 159              | 29053      | 29590        |
| Pont-de-Buis-lès-Quimerch                                  | 3.571                    | 41,39      | 86               | 29302      | 29590        |
| Roscanvel                                                  | 825                      | 9,08       | 91               | 29238      | 29570        |
| Rosnoën                                                    | 993                      | 33,64      | 30               | 29240      | 29590        |
| Telgruc-sur-Mer                                            | 2.145                    | 28,29      | 76               | 29280      | 29560        |
| Communauté de communes Presqu’île de Crozon-Aulne maritime | 22.603                   | 281,03     | 80               | –          | –            |